# Wolfgang Herrmann (Bibliothekar)
Wolfgang Herrmann (* 14. März 1904 in Alsleben (Saale); † April 1945 bei Brünn) war ein deutscher Bibliothekar und Nationalsozialist, dessen „schwarze Listen“ die Vorlage für die Bücherverbrennungen der „Aktion wider den undeutschen Geist“ 1933 in Deutschland lieferten.

## Leben
Bereits als Schüler wurde Herrmann Mitglied des Deutschvölkischen Jugendbundes. Er studierte ab 1922 Neuere Geschichte in München und wurde 1928 promoviert. 1929 arbeitete Herrmann in der Volksbibliothek in Breslau und engagierte sich für eine Büchereipolitik im nationalsozialistischen Sinne.
1931 wechselte er an die Stadtbücherei Stettin, wo er aber schon im Oktober desselben Jahres entlassen wurde. Zum 1. Februar 1932 trat er in die NSDAP ein (Mitgliedsnummer 945.266), wo er mit dem Flügel um die Brüder Gregor und Otto Strasser sympathisierte. Infolge seines frühen Engagements für den Nationalsozialismus wurde der damals 29-Jährige bereits 1933 Abteilungsleiter bei der Deutschen Zentralstelle für volkstümliches Büchereiwesen in Berlin. Ende 1933 erklärte Wolfgang Herrmann bei der Jahrestagung des Verbandes Deutscher Volksbibliothekare in Hannover, „[k]ünftighin gehöre dem heroischen Buch der Vorrang vor der »sogenannten schönen Literatur«“. Im April 1934 wurde Herrmann Bibliotheksdirektor in Königsberg.
1936 wurde Herrmann hauptamtlicher Politischer Leiter innerhalb der NSDAP.
Der begeisterte Soldat Herrmann verbrachte die gesamten Kriegsjahre bei der Wehrmacht, zuletzt im Range eines Oberleutnants. Ungeklärt sind die Umstände seines Todes. Vermutlich fiel er im April 1945 in der Nähe von Brünn, nicht auszuschließen ist jedoch, dass er bei der Flucht aus Königsberg ums Leben kam.

## Die Entstehung der Schwarzen Liste
Im April 1933 trat in Berlin auf Initiative von Oberbürgermeister Heinrich Sahm ein „Ausschuss zur Neuordnung der Berliner Stadt- und Volksbüchereien“ zusammen, dem der 29-jährige Herrmann zusammen mit Max Wieser und Hans Engelhardt angehörte. Herrmann hatte bereits in den vorherigen Jahren an Verzeichnissen auszusondernder Literatur gearbeitet, die er jetzt in den neu gegründeten Ausschuss einbrachte. Diese ersten Listen Herrmanns hatten zunächst nur die Funktion, die indizierten Werke für die Ausleihe in Büchereien zu sperren. In diesen ersten Listen empfahl Herrmann auch Hitler – ein deutsches Verhängnis von Ernst Niekisch und Adolf Hitler, Wilhelm der Dritte von Herbert Blank (unter dem Pseudonym Weigand von Miltenberg).
Ferner äußerte er sich geringschätzend über Hitlers Mein Kampf, weshalb kurz nach den Bücherverbrennungen gegen ihn durch die NSDAP-Parteipresse agitiert wurde. Ein von ihm selbst am 12. Dezember 1936 deswegen eingeleitetes Parteigerichtsverfahren wurde aufgrund einer Verfügung Hitlers vom 27. April 1938 eingestellt.
Anfang des Jahres 1933 wandte sich auch die Deutsche Studentenschaft (DSt) an Herrmann mit der Bitte, seine Liste zur Organisation der Bücherverbrennung vom 10. Mai 1933 zur Verfügung zu stellen. Diese „Liste des schädlichen und unerwünschten Schrifttums“ bildete die Grundlage für die Bücherverbrennung 1933 in Deutschland.
Die NS-Forschung der letzten drei Jahrzehnte hat belegt, dass weder die Bücherverbrennung vom 10. Mai 1933 noch die von Wolfgang Herrmann erstellte Schwarze Liste direkt vom „Reichsministerium für Volksaufklärung und Propaganda“ in Auftrag gegeben oder gelenkt worden waren.
Die Organisation der Bücherverbrennung lag weitgehend in der Hand der Deutschen Studentenschaft (die durchaus vom Reichsministerium unterstützt wurde), und ebenso war Herrmanns Schwarze Liste aus Eigeninitiative des überzeugten nationalsozialistischen Bibliothekars entstanden; erst in den folgenden Jahren übernahmen Goebbels und sein Ministerium – nach längeren Machtkämpfen mit Alfred Rosenberg – die alleinige Lenkung der Schrifttumspolitik.

## Schwarze Liste und Bücherverbrennung
Auf Basis seiner „schwarzen Listen“ erstellte Herrmann weitere Autorenlisten, die er dann ab dem 26. April 1933 sukzessive an die deutsche Studentenschaft für deren „Aktion wider den undeutschen Geist“ übermittelte. Am 26. März 1933 erschien eine erste „Liste verbrennungswürdiger Bücher“ in der „Berliner Nachtausgabe“. Sie war vorläufig und unvollständig und wurde bald durch einen gründlicheren Index ersetzt. Unter Zuhilfenahme dieser Listen wurden die Universitäts- und Institutsbibliotheken durchsucht und ab dem 6. Mai 1933 Buchhandlungen und Leihbüchereien von studentischen Stoßtrupps heimgesucht und des sogenannten „schädlichen und unerwünschten Schrifttums“ beraubt. Die öffentlichen Stadt- und Volksbüchereien wurden dazu angehalten, ihre Bestände selbst zu „säubern“ und die ausgesonderten Bücher den Studentenschaften für die öffentlichen Bücherverbrennungen am 10. Mai zu übergeben.
Am 16. Mai 1933 wurde Herrmanns Schwarze Liste nachträglich als erste amtliche Schwarze Liste verbotener Bücher für Preußen im Börsenblatt für den Deutschen Buchhandel publiziert.

## Schriften
- Dreibund, Zweibund, England 1890–1895. Kohlhammer, Stuttgart 1929 (Breslau, Univ., Diss., 1929 [1930]).
- Der neue Nationalismus und seine Literatur: ein besprechendes Auswahlverzeichnis für Volksbüchereien. Verlag Bücherei und Bildungspflege, Stettin 1933.
- Prinzipielles zur Säuberung der öffentlichen Bibliotheken. In: Börsenblatt für den deutschen Buchhandel. Bd. 100 (1933), Nr. 112, Redaktioneller Teil, S. 356–358 (Digitalisat).